# Legend (computerspel)
Legend is een computerspel ontwikkeld door Arcade Zone en uitgebracht in de Verenigde Staten voor de Super NES in april 1994. Een Europese release volgde op 21 december 1994. Het is een Final Fight-stijl beat-em-up game in een middeleeuwse Europese omgeving. Het spel is gemaakt door het duo Carlo Perconti en Lyes Belaidouni. Later creëerden zij een remake van het spel voor de Sony PlayStation, die ook Legend werd genoemd.

## Verhaal
Beldor de Malafide regeerde als een despoot over het koninkrijk van Sellech voor duizend jaar. Alles was chaos en vernietiging. Vele ridders gingen op een laatste kruistocht om Beldor te vernietigen, maar niemand keerde terug. De mensen verenigden zich, bouwden energieke helden en zetten Beldors ziel gevangen. Nu, Clovis, corrupte zoon van de koning van Sellech, wil Beldors macht benutten en het koninkrijk veroveren.